# Xã Bennington, Quận Mower, Minnesota
Xã Bennington (tiếng Anh: Bennington Township) là một xã thuộc quận Mower, tiểu bang Minnesota, Hoa Kỳ. Năm 2010, dân số của xã này là 169 người.